# 风兰
风兰（学名：[Vanda falcata] 错误：{{Lang}}：文本有斜体标记（帮助））为兰科万代兰属下的一个种。模式标本采自日本。